# Recikliranje
Recikliranje je izdvajanje materijala iz otpada u njegovo ponovno korišćenje. Uključuje sakupljanje, izdvajanje, preradu i izradu novih proizvoda iz iskorištenih stvari ili materijala. Veoma je važno najprije odvojiti otpad prema vrstama otpadaka. Mnoge otpadne materije se mogu ponovo iskoristiti ako su odvojeno sakupljene. U recikliranje spada sve što može ponovo da se iskoristi, a da se ne baci. U Srbiji postoje retki centri Papir servisa gde možete da odnesete stari papir i u zamenu za njega da dobijete sitan novac. Takođe postoji mali broj centara za recikliranje stakla. Ipak, reciklaža se može upražnjavati u svakodnevnom životu, nezavisno od toga da li postoje centri za reciklažu. Npr. poklanjanje stvari koje se ne koriste je oblik reciklaže. To je mnogo bolje i korisnije nego da se sva ta odeća baci. Takođe, pravljenje komposta od organskih ostataka je još jedan dobar primer recikliranja. Bez uvođenja reciklaže u svakodnevni život nemoguće je zamisliti bilo kakav celovit sistem upravljanja otpadom. Neke materije, poput stiropora, nisu biorazgradive i ne mogu se reciklirati ali se umesto njih mogu pronaći ekološke zamene.
Recikliranje je ključna komponenta savremenog smanjenja otpada i treća je komponenta hijerarhije otpada, „redukuj, ponovo koristi i recikliraj“. Stoga, recikliranje ima za cilj održivost životne sredine zamenom inputa sirovina i preusmeravanjem izlaza otpada iz ekonomskog sistema. Postoji nekoliko ISO standarda koji se odnose na recikliranje, poput ISO 15270:2008 za otpad od plastike i ISO 14001:2015 za kontrolu upravljanja reciklažom u menadžmentu zaštite životne sredine.
Materijali koji se mogu reciklirati uključuju mnoge vrste stakla, papira, kartona, metala, plastike, guma, tekstila, baterija i elektronike. Kompostiranje ili druga ponovna upotreba biorazgradivog otpada - poput hrane ili vrtnog otpada - takođe je oblik recikliranja. Materijali koji se recikliraju ili se isporučuju u centar za reciklažu ili se preuzimaju iz ivičnjaka, zatim se sortiraju, čiste i prerađuju u nove materijale namenjene za proizvodnju novih proizvoda.
U najstrožem smislu, recikliranje materijala proizvelo bi svežu zalihu istog materijala - na primer, upotrebljeni kancelarijski papir bi se pretvorio u novi kancelarijski papir ili upotrebljena polistirenska pena u novi polistiren. To se postiže kada se recikliraju određene vrste materijala, poput metalnih limenki, koje postaju limenke iznova i iznova, neograničeno dugo, bez gubitka čistoće u proizvodu. Međutim, ovo je često teško ili preskupo (u poređenju sa proizvodnjom istog proizvoda od sirovina ili drugih izvora), te „recikliranje“ mnogih proizvoda ili materijala uključuje njihovu ponovnu upotrebu u proizvodnji različitih materijala (na primer, kartona). Drugi oblik recikliranja je spašavanje određenih materijala iz složenih proizvoda, bilo zbog njihove unutrašnje vrednosti (kao što je olovo iz akumulatora automobila, ili zlato sa štampanih ploča), ili zbog njihove opasne prirode (npr. uklanjanje i ponovna upotreba žive od termometara i termostata).

## Istorija
Recikliranje je bila uobičajena praksa tokom većeg dela ljudske istorije, a zabeleženi zagovornici sežu još u Platona u četvrtom veku pre nove ere. U periodima kada su resursi bili oskudni i oni do kojih je bilo teško doći, arheološka istraživanja drevnih deponija otpada pokazuju manje kućnog otpada (poput pepela, polomljenog alata i grnčarije) - implicirajući da je više otpada reciklirano u nedostatku novog materijala.
Postoji evidencija da su u predindustrijsko doba staro gvožđe i drugi metali sakupljani u Evropi i topljeni radi kontinuirane ponovne upotrebe. Recikliranje papira prvi put je zabeleženo 1031. godine kada su japanske radnje prodavale repulpirani papir. U Britaniji su prašinu i pepeo od vatri na drva i ugalj sakupljali „prašinari” i reciklirali kao osnovni materijal koji se koristi za izradu cigle. Glavni pokretač ovih vrsta reciklaže bila je ekonomska prednost dobijanja reciklirane sirovine umesto nabavke novih sirovina, kao i nedovoljno uklanjanje javnog otpada u sve gušće naseljenim područjima. Godine 1813, Bendžamin Lau je razvio proces reciklaže krpa i otpadne vune u Batliju u Jorkširu. Novonastali materijal je kombinovao reciklirana vlakna sa novom vunom. Zapadna jorkširska industrija recikliranog tekstila u gradovima kao što su Batli i Djuzberi trajala je od početka 19. veka do najmanje 1914. godine.
Industrijalizacija je podstakla potražnju za pristupačnim materijalima; osim krpa, željezni otpadni metali bili su poželjeni, jer ih je bilo jeftinije nabaviti od novoiskopane rude. Železnice su u 19. veku otkupljivale i prodavale metalni otpad, a rastuća industrija čelika i automobila otkupljivala je otpad početkom 20. veka. Mnoge sekundarne robe sakupljali su, obrađivali i prodavali torbari koji su pretraživali deponije i gradske ulice za odbačene mašine, lonce, šerpe i druge izvore metala. Do Prvog svetskog rata hiljade takvih torbara lutalo je ulicama američkih gradova, iskorištavajući tržišnu potražnju za recikliranjem materijala nazad u industrijsku proizvodnju.
Boce od pića su reciklirane uz povraćaj depozita kod nekih proizvođača pića u Velikoj Britaniji i Irskoj oko 1800. godine, posebno od Švepsa. Zvanični sistem recikliranja sa povraćajnim depozitima uspostavljen je u Švedskoj za boce 1884. i aluminijumske limenke od pića 1982. godine; zakon je doveo do stope recikliranja kontejnera za piće od 84 do 99 odsto u zavisnosti od tipa, i staklena boca se može puniti u proseku preko 20 puta.

## Galerija
- Kontejneri koji se koriste za sakupljanje plastike, stakla i papira, materijala koji će se reciklirati.
- Sandale od starih guma (Rusija)
- Kontejneri za odlaganje plastičnih boca

## Literatura
- Ackerman, F. (1997). Why Do We Recycle?: Markets, Values, and Public Policy. Island Press. ISBN 978-1-55963-504-2.
- Ayres, R.U. (1994). „Industrial Metabolism: Theory and Policy”.  Ур.: Allenby, B.R., and D.J. Richards,. The Greening of Industrial Ecosystems. National Academy Press. стр. 23—37.. Washington, DC,.
- Braungart, M., McDonough, W. (2002). Cradle to Cradle: Remaking the Way We Make Things. North Point Press. ISBN 0-86547-587-3.
- Huesemann, M.H., Huesemann, J.A. (2011).Technofix: Why Technology Won't Save Us or the Environment, "Challenge #3: Complete Recycling of Non-Renewable Materials and Wastes", New Society Publishers, Gabriola Island, British Columbia, Canada.  0-86571-704-4. стр. 135–137..
- Lienig, Jens; Bruemmer, Hans (2017). „Recycling Requirements and Design for Environmental Compliance”. Fundamentals of Electronic Systems Design. стр. 193—218. ISBN 978-3-319-55839-4. doi:10.1007/978-3-319-55840-0_7.
- Minter, Adam (2015). Junkyard Planet: Travels in the Billion-Dollar Trash Trade. Bloomsbury Press. ISBN 978-1608197934.
- Porter, R.C. (2002). The Economics of Waste. ISBN 978-1-891853-42-5.. Resources for the Future.
- Sheffield, H. Sweden’s recycling is so revolutionary, the country has run out of rubbish (December 2016), The Independent (UK)
- Tierney, J. (3. 10. 2015). „The Reign of Recycling”. The New York Times.
- Hopewell, Jefferson; Dvorak, Robert; Kosior, Edward (27. 7. 2009). „Plastics recycling: challenges and opportunities”. Philosophical Transactions of the Royal Society B: Biological Sciences. 364 (1526): 2115—2126. PMC 2873020 . PMID 19528059. doi:10.1098/rstb.2008.0311.
- Al-Salem, S.M.; Lettieri, P.; Baeyens, J. (октобар 2009). „Recycling and recovery routes of plastic solid waste (PSW): A review”. Waste Management. 29 (10): 2625—2643. Bibcode:2009WaMan..29.2625A. PMID 19577459. doi:10.1016/j.wasman.2009.06.004.
- Ignatyev, I.A.; Thielemans, W.; Beke, B. Vander (2014). „Recycling of Polymers: A Review”. ChemSusChem. 7 (6): 1579—1593. Bibcode:2014ChSCh...7.1579I. PMID 24811748. doi:10.1002/cssc.201300898.
- Geyer, Roland; Kuczenski, Brandon; Zink, Trevor; Henderson, Ashley (октобар 2016). „Common Misconceptions about Recycling”. Journal of Industrial Ecology. 20 (5): 1010—1017. Bibcode:2016JInEc..20.1010G. S2CID 153936564. doi:10.1111/jiec.12355.
- Hardesty, Britta Denise; Chris Wilcox (12. 2. 2015). „8 million tons of plastic are going into the ocean each year”. date=13 February 2015|The Conversation. Приступљено 21. 2. 2015.
- Jambeck, Jenna;  . (2015). „Plastic waste inputs from land into the ocean”. Science. 347 (6223): 768—771. Bibcode:2015Sci...347..768J. PMID 25678662. S2CID 206562155. doi:10.1126/science.1260352.
- Huffman, George L.; Keller, Daniel J. (1973). „The Plastics Issue”. Polymers and Ecological Problems. стр. 155—167. ISBN 978-1-4684-0873-7. doi:10.1007/978-1-4684-0871-3_10.
- Jaeger, Andrew Boardman (8. 4. 2017). „Forging Hegemony: How Recycling Became a Popular but Inadequate Response to Accumulating Waste”. Social Problems. 65 (3): 395—415. ISSN 0037-7791. doi:10.1093/socpro/spx001.
- Elmore, Bartow J. (2012). „The American Beverage Industry and the Development of Curbside Recycling Programs, 1950–2000”. Business History Review. 86 (3): 477—501. JSTOR 41720628. doi:10.1017/S0007680512000785.

### Srodni časopisi
- Environment and Behavior
- International Journal of Physical Distribution & Logistics Management
- Journal of Applied Social Psychology
- Journal of Environmental Psychology
- Journal of Environmental Systems
- Journal of Industrial Ecology
- Journal of Socio-Economics
- Journal of Urban Economics
- Psychology and Marketing
- Recycling: North America's Recycling and Composting Journal
- Resources, Conservation and Recycling
- Waste Management & Research

## Spoljašnje veze
- Recikliranje na veb-sajtu  (језик: енглески)
- Reciklaža
- Šta sve možete napraviti od starih stvari
- Kako možete iskoristiti stvari za koje ste mislili da su smeće
- Skupljači papira (tekst iz Vremena)
- Upravljanje otpadom (tekst iz Ekonomista)
- Nadživeće nas plastika (tekst iz Glasa javnosti) Архивирано на веб-сајту  (16. јул 2010)